# Dalla/Morandi
Dalla/Morandi è un album prodotto da Mauro Malavasi che cura gli arrangiamenti. del 1988 di Lucio Dalla e Gianni Morandi, pubblicato da RCA e Pressing. Si tratta del ventesimo album in studio del cantante Gianni Morandi. “Felicità” firmata con Mauro Malavasi”

## Tracce
Tu mi entri dentro il cuore, Il motore del 2000 e Felicità (finale) sono presenti solo su L.P. e cassetta e non su CD.
1. Vita – 4:36 (testo: Mogol – musica: Mario Lavezzi)
2. C'era un ragazzo che come me amava i Beatles i Rolling Stones – 4:32 (testo: Franco Migliacci – musica: Mauro Lusini)
3. Dimmi dimmi – 4:58 (testo: Lucio Dalla, Gianni Morandi – musica: Mauro Malavasi)
4. Chiedi chi erano i Beatles – 4:31 (testo: Roberto Roversi – musica: Gaetano Curreri)
5. Felicità – 5:45 (Lucio Dalla)
6. Il cielo – 4:13 (testo: Sergio Bardotti, Gianfranco Baldazzi – musica: Gian Franco Reverberi)
7. Il duemila, un gatto e il re – 5:32 (testo: Roberto Roversi – musica: Lucio Dalla, Beppe D'Onghia, Gaetano Curreri)
8. Disperati complici – 4:30 (testo: Mogol – musica: Rosalino Cellamare)
9. Emilia (con Francesco Guccini) – 4:25 (testo: Francesco Guccini – musica: Lucio Dalla)
10. Cuori di Gesù – 4:27 (testo: Lucio Dalla – musica: Riccardo Cocciante)
11. Tu mi entri dentro il cuore – 4:08 (testo: Mogol – musica: Lucio Dalla)
12. Il motore del 2000 – 5:03 (testo: Roberto Roversi – musica: Lucio Dalla)
13. Misterioso – 5:39 (musica: Thelonious Monk)
14. Che cosa resterà di me – 4:35 (Franco Battiato)
15. Pomeriggio in ufficio – 5:18 (testo: Bruno Tirinelli, Lucio Dalla – musica: Mauro Malavasi, Lucio Dalla)
16. Soli, ma splendenti – 4:33 (testo: Mogol – musica: Mauro Malavasi)
17. Amore piccolino – 5:12 (testo: Lucio Dalla – musica: Rosalino Cellamare)
18. Felicità (finale) – 1:39 (Lucio Dalla)

## Formazione
- Lucio Dalla – voce, cori, tastiera, sax,clarinetto
- Gianni Morandi – voce, cori, tastiera
- Mauro Malavasi - tastiera, programmazione, cori, arrangiamento
- Gaetano Curreri, - tastiera
- Beppe D'Onghia, - tastiera
- Ron – tastiera, cori
- Marco Nanni – basso
- Giovanni Pezzoli – batteria
- Franco D'Andrea – pianoforte in Misterioso
- Bruno Mariani – chitarra acustica ed elettrica
- Ares Tavolazzi – contrabbasso in Misterioso
- Marco Morandi – violino
- Carlo Actis Dato – sax
- Francesco Guccini - voce in Emilia
- Alessandro Colombini, Andrea Mingardi, Angela Baraldi, Carolina Balboni, Cristina Piccioni, bracco di Graci, Fawzia Selama, Gianmarco Mazzi, Giuseppe Rossetti, Miriam Stagni – cori

Produzione
- Mauro Malavasi – produzione, registrazione, missaggio, mastering